# Miguel Mejía Barón
Miguel Mejía Barón, né le 17 avril 1944, est un joueur et entraîneur de football mexicain. 

## Carrière
Il a entraîné de nombreux grands clubs au Mexique : Pumas UNAM, CF Monterrey, Tigres UANL, CF Puebla. Il a été également le sélectionneur de l'équipe du Mexique lors de la Coupe du monde 1994.

### Sélection nationale
En 1993, il succède à César Luis Menotti au poste de sélectionneur de l'équipe du Mexique. À son arrivée, le Mexique est pour la première fois invité à disputer la Copa América et atteint la finale du tournoi, battu par l'équipe d'Argentine (1-2). Ensuite, la sélection remporte la Gold Cup 1993 contre les États-Unis (4-0).
La sélection dispute l'année suivante la Coupe du monde 1994 qui se déroule aux États-Unis. L'équipe termine première de son groupe où elle bat l'Irlande (2-1), tient en échec l'Italie (1-1; futur finaliste) et perd contre la Norvège (0-1). En huitièmes-de-finale, le Mexique est opposé à la Bulgarie, cette dernière se qualifie par le biais d'une séance de tirs-au-but (1-1, t.a.b. 1-3).
En 1995, le Mexique est de nouveau invité à participer à la Copa América 1995 qui se dispute en Uruguay. Il est éliminé en quarts-de-finale par leurs voisins les Américains (0-0, t.a.b. 4-5). Ce résultat entraîne le remplacement de Miguel Mejía Barón par Bora Milutinović, qui entraînait les États-Unis jusqu'alors.